# N-uplu diofantic

În matematică, un n-uplu diofantic este un ansamblu de n numere întregi pozitive {\displaystyle \{a_{1},a_{2},a_{3},a_{4},\ldots ,a_{n}\}} astfel încât {\displaystyle a_{i}a_{j}+1} este un pătrat perfect pentru orice {\displaystyle 1\leq i<j\leq n}. O mulțime de n numere raționale pozitive cu proprietatea că produsul oricăror două este cu o unitate mai puțin decât un pătrat rațional este cunoscut ca un n-uplu diofantic rațional.
Primul cvadruplet diofantic a fost găsit de către Fermat: {\displaystyle \{1,3,8,120\}}. Baker și Davenport au dovedit în 1969 că un al cincilea număr întreg pozitiv nu poate fi adăugat la acest tuplu.
Cu toate acestea, Euler a fost capabil de a extinde acest tuplu prin adăugarea unui număr rațional
{\displaystyle {\frac {777480}{8288641}}}.
Întrebarea privitor la existența unui cvintuplu diofantin (întreg) era una dintre cele mai vechi probleme nerezolvate din teoria numerelor. În 2004 Andrej Dujella a arătat că există cel mult un număr finit de asemenea tupluri există. În 2016 a fost propusă o soluție de He, Togbé și Ziegler, soluție ce este încă verificată de alți matematicieni.

## Cazul rațional
Diofant însuși a găsit un cvadruplet {\displaystyle \left\{{\frac {1}{16}},{\frac {33}{16}},{\frac {17}{4}},{\frac {105}{16}}\right\}}. Mai recent, Philip Gibbs a găsit mulțimi de șase numere rationale pozitive cu această proprietate. Nu se știe dacă există n-upluri diofantice mai mari sau dacă există o limită superioară, dar este cunoscut faptul că nu există nicio mulțime infinită de numere raționale cu proprietatea aceasta.